# Jörg Mattheis
Jörg Mattheis (ur. 22 kwietnia 1944 w Rockenhausen) – niemiecki lekkoatleta, wieloboista, medalista mistrzostw Europy z 1966. W czasie swojej kariery reprezentował Republikę Federalną Niemiec.
Zdobył srebrny  medal w dziesięcioboju na mistrzostwach Europy w 1966 w Budapeszcie za swym rodakiem Wernerem von Moltke, a przed innym reprezentantem RFN Horstem Beyerem. Zdobył również srebrny medal w tej konkurencji na letniej uniwersjadzie w 1967 w Tokio, za innym reprezentantem RFN Hansem-Joachimem Walde.
Był brązowym medalistą mistrzostw RFN w dziesięcioboju w 1965 i 1966.